# Музей поета Дмитра Луценка
Музе́й пое́та Дмитра́ Луце́нка — музей, присвячений поету Дмитру Луценку, розміщений у приміщенні київської спеціалізованої школи № 197.

## Історія
Музей відкрили 19 травня 1998 року при київській середній школі № 197, де Дмитро Луценко неодноразово виступав і де тривалий час працювали його дружина Тамара Іванівна та син Сергій.
Згідно з наказом Міністерства освіти і науки України № 125-к від 16 лютого 2004 року музею присвоєно звання «Зразковий музей».

## Експозиція

Дмитро Луценко
1945

Музей складається із восьми тематичних розділів (станом на 2021 рік), які описують життєвий шлях Дмитра Луценка:
- «За Березовою рудкою, у дібровах і гаях, голубою незабудкою ходить молодість моя»
- «Мене життя навчило в трудний час боротись до останнього патрону»
- «Усе любов'ю зміряне до дна»
- «Київ — ти щастя моє»
- «Пісне, моє ти кохання»
- «З відкритим серцем я іду до друзів»
- «Дороги — цінний скарб моєї долі, яку знайшов між добрими людьми»
- «Україно, пом'яни свого сина»

Серед експонатів музею — рукописи та особисті речі поета: годинник, бритва, авторучки, костюм з нагородами, халат, який Дмитру Луценку подарував таджицький поет Турсун-заде. В експозиції також представлені документи, телеграми від видатних людей до ювілеїв, днів народження; вишиті рушники, подарунки-сувеніри, подаровані Дмитру Луценку шанувальниками.